# Boncourt-sur-Meuse
Boncourt-sur-Meuse település Franciaországban, Meuse megyében. Lakosainak száma 319 fő (2022. január 1.). Boncourt-sur-Meuse Apremont-la-Forêt, Girauvoisin, Lérouville, Mécrin, Pont-sur-Meuse, Saint-Julien-sous-les-Côtes és Vignot községekkel határos.

## Népesség
A település népességének változása:
| Lakosok száma | 214  | 361  | 370  | 351  | 320  | 328  | 328  | 326  | 326  | 319  |
|               | 1968 | 1982 | 1990 | 2006 | 2013 | 2015 | 2017 | 2019 | 2020 | 2022 |